# Allylcyanid
Allylcyanid (3-Butennitril) ist eine chemische Verbindung aus der Gruppe der Alkene und Nitrile. Es ist isomer zum Crotonsäurenitril.

## Geschichte
Allylcyanid wurde erstmals 1863 von H. Will und W. Körner im Senföl entdeckt. Erstmals synthetisiert wurde es 1864 von A. Claus bzw. in reiner Form 1871 von A. Rinne und B. Tollens aus Allyliodid und Kaliumcyanid.

## Synthese
Allylcyanid kann durch Reaktion von Allylbromid mit Kupfer(I)-cyanid hergestellt werden.

## Eigenschaften
Allylcyanid ist farblose Flüssigkeit mit unangenehmem Geruch. Ihr Flammpunkt liegt bei 23 °C, die Zündtemperatur bei 455 °C.